# Ann Bancroft
Ann Bancroft (ur. 29 września 1955 w Mendota Heights, Minnesota, USA) – amerykańska podróżniczka, polarniczka, nauczycielka i pisarka. Pierwsza kobieta, która dotarła do bieguna północnego pieszo i saniami.

## Życiorys
Urodziła się w Mendota Heights, a wychowała w Saint Paul w Minnesocie. Miała trudności w uczeniu się. Mimo to ukończyła St. Paul Academy and Summit School. Po ukończeniu University of Minnesota została nauczycielką wychowania fizycznego i trenerką.
W 1986 jako jedyna kobieta w składzie Steger International Polar Expedition przebyła 1600 km psim zaprzęgiem z Terytoriów Północno-Zachodnich w Kanadzie do bieguna północnego, stając się pierwszą kobietą, która przebyła lody Arktyki.
W 1992 była kierowniczką kobiecej wyprawy, która przebyła na nartach Grenlandię ze wschodu na zachód.
1993 kierowała wyprawą czterech Amerykanek do bieguna południowego. W czasie 67 dni ekspedycja pokonała 1060 km na nartach. Tym samym stała się pierwszą kobietą, która zdobyła oba bieguny.
2001 wraz z norweską polarniczką Liv Arensen pokonały 2750km przez Antarktykę, żeglując i poruszając się na nartach. Wyprawa trwała 94 dni.
Założyła fundację Ann Bancroft Foundation, która przyznaje granty dziewczynkom w wieku od 5 lat do ukończenia szkoły średniej na realizację marzeń. Od 1997 fundacja udzieliła pomocy ponad 3000 osób
Wraz z Liv Arensen prowadzi firmę Bancroft Arensen Explore.

## Nagrody i wyróżnienia
- 1987 – Woman of the Year (Kobieta roku) magazynu Ms.
- 1995 – honorowa członkini National Women’s Hall of Fame
- 2001 – Woman of the Year magazynu Glamour